# توری هاستر
توری هاستر (انگلیسی: Tori Huster؛ زادهٔ ۲۳ سپتامبر ۱۹۸۹) بازیکن فوتبال اهل ایالات متحده آمریکا است.
از باشگاه‌هایی که در آن بازی کرده‌است می‌توان به واشینگتن اسپیریت، باشگاه فوتبال نیوکاسل یونایتد جتس، و وسترن نیویورک فلش اشاره کرد.